# Савостин, Константин Дмитриевич
Константин Дмитриевич Савостин (1918—1945) — лейтенант Рабоче-крестьянской Красной Армии, участник Великой Отечественной войны, Герой Советского Союза (1945).

## Биография
Константин Савостин родился 12 августа 1918 года в селе Селищи (ныне — Краснослободский район Мордовии). После окончания пяти классов школы работал на бакинских нефтепромыслах. В 1939 году Савостин был призван на службу в Рабоче-крестьянскую Красную Армию. В 1942 году он окончил Тамбовское кавалерийское училище. С января 1944 года — на фронтах Великой Отечественной войны.
К январю 1945 года гвардии лейтенант Константин Савостин командовал сабельным взводом 35-го гвардейского кавалерийского полка 17-й гвардейской кавалерийской дивизии 2-го гвардейского кавалерийского корпуса 1-го Белорусского фронта. Отличился во время освобождения Польши. 24 января 1945 года в бою под Быдгощем Савостин заменил собой выбывшего из строя командира эскадрона и успешно руководил подразделением. В том бою он лично уничтожил 2 штурмовых орудия противника. 2 февраля 1945 года в районе населённого пункта Фледерборн (ныне Podgaje, гмина Оконек, Злотувский повят, Великопольское воеводство, Польша) взвод Савостина отразил немецкую контратаку, уничтожив 4 артиллерийских орудия, 8 миномётов и 27 пулемётов. В том бою Савостин погиб.
Указом Президиума Верховного Совета СССР от 24 марта 1945 года гвардии лейтенант Константин Савостин посмертно был удостоен высокого звания Герой Советского Союза. Также был награждён орденами Ленина и Красного Знамени.

## Увековечение памяти
- Памятная доска Савостину Константину Дмитриевичу была установлена на мемориальном комплексе воинам погибшим в годы Великой Отечественной войны на площади Победы в г. Краснослободск. Демонтирована в связи заменой её бюстом герою в 2019 году.

Памятная доска Савостину Константину Дмитриевичу установлена на мемориальном комплексе воинам погибшим в годы Великой Отечественной войны на площади Победы в г. Краснослободск
Бюст Савостина установлен на мемориальном комплексе воинам погибшим в годы Великой Отечественной войны на площади Победы в г. Краснослободск в 2019 году.